# 何塞·希尔·福托尔
何塞·希尔·福托尔（西班牙語：José Gil Fortoul，1861年11月25日—1943年6月15日），是委内瑞拉的实证主义思想家、历史学家和政治家。福托尔是胡安·比森特·戈麦斯的盟友，因而在其写作生涯中均支持该政权。他曾于1913年至1914年间担任临时总统，任期不到一年。